# Magellanspætte
Magellanspætte (latin: Campephilus magellanicus) er en spætte, der lever i Sydamerika (Chile og Argentina).